# Avrelij Viktor
Sekst Avrelij Viktor (latinsko Sextvs Avrelivs Victor) je bil zgodovinar in politik Rimskega cesarstva, * okoli 320, † okoli 390.
Bil je avtor kratke zgodovine Rimskega cesarstva z naslovom De Caesaribus (Cesarji), ki je zajemala obdobje od Avgusta do Konstancija II.. Objavljena je bila leta 361. 
Pod cesarjem Julijanom (vladal 361-363) je bil Avrelij Viktor guverner Druge Panonije. Leta 389 je postal rimski mestni prefekt (praefectus urbi), ki je bil drugi najvišji cesarski uradnik v Rimu.

## Dela
Avreliju Viktorju se pripisuje štiri manjša zgodovinska dela. Njegovo avtorstvo je zanesljivo potrjeno samo za delo De Cesaribus.
- Origo Gentis Romanae (Izvor Rimljanov),
- De Viris Illustribus (Romae) (Slavni (rimski) možje),
- De Caesaribus (Cesarji),
- Epitome de Caesaribus (povzetek dela De Caesaribus), ki ga zmotno pripisujejo Viktorju.

Vsa štiri dela se običajno objavljajo skupaj pod naslovom Historia Romana, čeprav je četrti del samo predelava tretjega. Drugo delo je bilo prvič natisnjeno v štirih delih v Neaplju okoli leta 1472 pod naslovom Plinij Mlajši, četrto pa v Strasbourgu leta 1505.
Vsa štiri dela skupaj je prvi izdal Andreas Schoutts v osmih knjigah v Antwerpnu leta 1579. Med zadnje izdaje dela De Cesaribus spada izdaja Pierra Dufraignea, Collection Budé, 1975.

## Sklic
1. ↑  Amijan Marcelin, xxi, 10.